# Jonas Bronch
Jonas Jonassen Bronch eller Bronck (født ca. 1600 i Coomstay, død senest maj 1643) var en kaptajn fra det Nederlandske Vestindiske Kompagni, som i 1639 bosatte sig i den hollandske koloni Nieuw-Amsterdam i Nordamerika og efter hvem New York-bydelen Bronx senere navngaves.

## Familieforhold og oprindelse
Jonas Bronch havde formentlig en søn Pieter Jonassen Bronch af tidligere ægteskab, da der 18. juni 1638 lystes til ægteskab mellem den 38-årige Jonas Jonassen Bronch og Teuntje Jeurians Slaghboom med vielse 6. juli samme år i Nieuwe Kerk i Amsterdam.
Jonas Bronch hævdes traditionelt at have været af dansk oprindelse, fordi der i skiftedokumentet efter hans død dateret 6. maj 1643 nævntes adskillige danske bøger.
I fragtdokumentet fra april 1639 angående skibet Brant van Troijens sejlads til Ny Nederland angives Jonas Bronch at være fra et sted, som af svenske slægtsforskere læses som Smolach in Sweeden, hvorfor de konkluderer, han var fra Komstad ved Sävsjö i Småland, hvor efternavnet Brunke i øvrigt er ret almindeligt. Studier af smålandske tingbøger antyder, at en skibsbygger fra Flensborg med samme efternavn, kan have været hans bror.
Enken var allerede 25. juni 1643 gift med Arent van Curler (1619-1667), da de begyndte at afhændede ejendommen i Bronx, og flyttede opad Hudson-floden til en hollandsk handelsstation kaldet Rensselaerswijck ved Fort Oranje, den nuværende by Albany.
I 1662 købte van Curler land fra Mohawk-indianerne og grundlagde byen Schenectady nordvest for Albany.
Enken døde i 1676.
Sønnen eller slægtningen Pieter Jonassen Bronch skrev i november 1643 testamente, hvor han overlod sine ejendele i Nieuw-Amsterdam til en gift svensk kvinde, hvorefter han var hjemme i Amsterdam i 1645 og blev gift med en hollandsk kvinde med hvem han bosatte sig i Ny Nederland ved Hudson-floden i Coxsackie, hvor han 1663 byggede det ældst bevarede stenhus i Upstate New York, som var i familiens eje indtil det i 1938 indrettedes som museum.

## Bronx
Inden afrejsen fra Hoorn i Holland i maj 1639 med hans skib Brandt van Troijen (betyder: Trojas brand) og ankomsten i juli 1639 til Nieuw-Amsterdam, havde Bronch en aftale om at overtage jord nord for den daværende hollandske koloni.
Han købte 500 acres jord fra indianerne nord for Harlem River og byggede i den sydlige ende af Bronx tæt ved det nuværende Mott Haven et stenhus, som han kaldte det bibelske navn Emanus, samt andre huse, bl.a. tobaks-tørreri.
Stenhuset Emanus var 22. april 1642 ramme for en fredsaftale indgået med Lenape-indianerne.

## Afbildninger
Der findes mindst 3 billeder, som forestiller episoder fra Jonas Bronchs liv:
- Bronchs og hustrus ankomst til det nye land, et vægmaleri fra 1932 i Bronx County Courthouse malet af James Monroe Hewlett
- Underskrivelsen af fredsaftalen med indianerne i 1642, et maleri fra 1908 af John Ward Dunsmore
- Fredsaftalen med indianerne, vist udenfor huset, en akvarel